# Фатежский район
Фате́жский райо́н — административно-территориальная единица (район) и муниципальное образование (муниципальный район) на севере Курской области России.
Административный центр — город Фатеж.

## География
Площадь района составляет 1282 км². Граничит с Конышевским, Железногорским, Поныровским, Золотухинским, Курчатовским, Курским районами Курской области, а также с Орловской областью (по реке Свапа).
Основные реки — Свапа и Усожа.
Водоём - Михайловское водохранилище на реке Свапа.

## История
Фатежский район был образован 28 июля 1928 года в составе Курского округа Центрально-Чернозёмной области из 52 сельсоветов Алисовской, Нижнереутской и Фатежской волостей Курского уезда. В его состав вошла бо́льшая часть территории упразднённого в 1924 году Фатежского уезда. В 1930 году округа были упразднены, район перешёл в непосредственное подчинение областному центру Центрально-Чернозёмной области — Воронежу. В 1934 году вошёл в состав новообразованной Курской области.
В 1935 году из северной части Фатежского района был выделен Верхнелюбажский район. В том же году в Курский район был передан Шемякинский сельсовет.
По состоянию на 1 апреля 1940 года в состав Фатежского района входил 21 сельсовет: Алисовский, Банинский, Большеанненковский, Большежировский, Верхнехотемльский, Глебовский, Колычевский, Кромской, Линецкий, Любимовский, Миленинский, Миролюбовский, Нижнеждановский, Нижнехалчанский, Радубежский, Русановский, Сдобниковский, Солдатский, Сухочевский, Ушаковский, Шуклинский.
Во время Великой Отечественной войны, с 22 октября 1941 года по 8 февраля 1943 года, район был оккупирован немецко-фашистскими войсками.
В 1954 году были объединены сельсоветы: Любимовский и Алисовский — в Любимовский, Кромской и Сдобниковский — в Кромской, Миленинский и Банинский — в Миленинский, Верхнехотемльский и Миролюбовский — в Верхнехотемльский, Солдатский и Сухочевский — в Солдатский, Нижнехалчанский и Радубежский — в Нижнехалчанский.
В 1962 году были объединены сельсоветы: Кромской и Колычевский — в Кромской сельсовет, Большежировский и Ушаковский — в Большежировский.
В 1963 году к Фатежскому району был присоединён Верхнелюбажский район. В состав района при этом добавились следующие сельсоветы: Басовский, Верхнелюбажский, Дмитриевский, Игинский, Молотычёвский, Нижнереутский, Троицкий, Хмелевской, Ясенецкий. В том же году Игинский сельсовет был присоединён к Ясенецкому сельсовету.
В 1964 году из Дмитриевского района в Фатежский район были переданы следующие сельсоветы: Андросовский, Большебобровский, Гремяченский, Остаповский, Старобузский и Рышковский. Однако уже в 1965 году вышеперечисленные сельсоветы, а также Троицкий сельсовет были переданы в новообразованный Железногорский район.
В 1989 году были восстановлены Банинский, Игинский, Колычевский и Сотниковский сельсоветы.
В декабре 1991 года в Железногорский район были переданы Басовский, Линецкий и Нижнеждановский сельсоветы.

## Население
| 1939    | 1959    | 1970    | 1989    | 2002    | 2004    | 2007    | 2009    | 2010    |
| ------- | ------- | ------- | ------- | ------- | ------- | ------- | ------- | ------- |
| 50 083  | ↘38 061 | ↘37 036 | ↘29 745 | ↘23 194 | ↘22 800 | ↘21 433 | ↗21 443 | ↘18 885 |
| 2011    | 2012    | 2013    | 2014    | 2015    | 2016    | 2017    | 2018    | 2019    |
| ↘18 882 | ↗19 217 | ↗19 231 | ↘18 897 | ↘18 669 | ↘18 512 | ↘18 220 | ↘17 880 | ↘17 678 |
| 2020    | 2021    | 2024    |         |         |         |         |         |         |
| ↘17 472 | ↘16 771 | ↘16 120 |         |         |         |         |         |         |

### Урбанизация
Городское население (город Фатеж) составляет 28,49 % от всего населения района.

### Национальный состав
По итогам переписи населения 2020 года проживали следующие национальности (национальности менее 0,1 % и другое, см. в сноске к строке «Другие»):
| Национальность | Численность, чел. | Доля     |
| -------------- | ----------------- | -------- |
| Русские        | 16 038            | 95,63 %  |
| Киргизы        | 117               | 0,70 %   |
| Армяне         | 106               | 0,63 %   |
| Турки          | 41                | 0,24 %   |
| Узбеки         | 40                | 0,24 %   |
| Украинцы       | 38                | 0,23 %   |
| Таджики        | 28                | 0,17 %   |
| Ингуши         | 26                | 0,16 %   |
| Азербайджанцы  | 24                | 0,14 %   |
| Другие         | 313               | 1,86 %   |
| Итого          | 16 771            | 100,00 % |

## Административное деление
Фатежский район как административно-территориальная единица включает 20 сельсоветов и 1 город.
В рамках организации местного самоуправления в муниципальный район входят 11 муниципальных образований, в том числе 1 городское и 10 сельских поселений.
| №        | Муниципальное образование    | Административный центр    | Количество населённых пунктов | Население | Площадь, км2 |
| -------- | ---------------------------- | ------------------------- | ----------------------------- | --------- | ------------ |
| 1e-06    | Городское поселение:         |                           |                               |           |              |
| 1        | город Фатеж                  | город Фатеж               | 1                             | ↘4691     | 4,34         |
| 1.000002 | Сельские поселения:          |                           |                               |           |              |
| 2        | Банинский сельсовет          | посёлок Чермошной         | 13                            | ↗2003     | 136,71       |
| 3        | Большеанненковский сельсовет | деревня Большое Анненково | 13                            | ↘577      | 77,26        |
| 4        | Большежировский сельсовет    | село Большое Жирово       | 48                            | ↗1818     | 217,06       |
| 5        | Верхнелюбажский сельсовет    | село Верхний Любаж        | 14                            | ↘2078     | 147,93       |
| 6        | Верхнехотемльский сельсовет  | деревня Верхний Хотемль   | 18                            | ↘682      | 90,07        |
| 7        | Глебовский сельсовет         | деревня Зыковка           | 16                            | ↘608      | 73,00        |
| 8        | Миленинский сельсовет        | село Миленино             | 7                             | ↗867      | 55,91        |
| 9        | Молотычевский сельсовет      | село Молотычи             | 2                             | ↗886      | 90,44        |
| 10       | Русановский сельсовет        | деревня Басовка           | 20                            | ↗1559     | 128,79       |
| 11       | Солдатский сельсовет         | село Солдатское           | 41                            | ↘1002     | 260,07       |

В ходе муниципальной реформы 2006 года в составе новообразованного муниципального района законом Курской области от 21 октября 2004 года были созданы 22 муниципальных образования, в том числе одно городское поселение (в рамках города) и 21 сельское поселение в границах сельсоветов
Законом Курской области от 26 апреля 2010 года был упразднён ряд сельских поселений: Игинский и Ясенецкий сельсоветы (включены в Верхнелюбажский сельсовет); Хмелевской сельсовет (включён в Молотычевский сельсовет); Любимовский, Нижнехалчанский и Шуклинский сельсоветы (включены в Солдатский сельсовет); Дмитриевский и Сотниковский сельсоветы (включены в Банинский сельсовет); Кромской и Колычевский сельсоветы (включены в Большежировский сельсовет); Нижнереутский сельсовет (включён в Русановский сельсовет).  Соответствующие сельсоветы как административно-территориальные единицы упразднены не были.

## Населённые пункты
В Фатежском районе 193 населённых пункта, в том числе один город и 192 сельских населённых пункта.
| №   | Населённый пункт   | Тип     | Население | Муниципальное образование    |
| --- | ------------------ | ------- | --------- | ---------------------------- |
| 1   | Абрамовский        | хутор   | ↘11       | Большежировский сельсовет    |
| 2   | Александровский    | хутор   | ↘6        | Большежировский сельсовет    |
| 3   | Алисово            | деревня | ↘39       | Солдатский сельсовет         |
| 4   | Алисово-Покровское | село    | ↘83       | Солдатский сельсовет         |
| 5   | Амелин             | хутор   | ↘8        | Большежировский сельсовет    |
| 6   | Андреевка          | деревня | ↘6        | Большежировский сельсовет    |
| 7   | Аторинка           | деревня | ↗81       | Миленинский сельсовет        |
| 8   | Афонюшенский       | хутор   | ↘13       | Большежировский сельсовет    |
| 9   | Бабанинка          | деревня | ↘7        | Большеанненковский сельсовет |
| 10  | Бартеневский       | посёлок | ↘23       | Большежировский сельсовет    |
| 11  | Басовка            | деревня | ↗161      | Русановский сельсовет        |
| 12  | Беловка            | деревня | ↗29       | Большежировский сельсовет    |
| 13  | Бирюковка          | деревня | ↗37       | Большежировский сельсовет    |
| 14  | Богдановка         | деревня | ↘21       | Большежировский сельсовет    |
| 15  | Болонино           | деревня | ↘12       | Солдатский сельсовет         |
| 16  | Большое Анненково  | деревня | ↘196      | Большеанненковский сельсовет |
| 17  | Большое Жирово     | село    | ↗542      | Большежировский сельсовет    |
| 18  | Борец              | деревня | ↘57       | Русановский сельсовет        |
| 19  | Бригадирово        | деревня | ↘19       | Солдатский сельсовет         |
| 20  | Бугры              | деревня | ↗173      | Миленинский сельсовет        |
| 21  | Бугрянка           | деревня | ↘17       | Глебовский сельсовет         |
| 22  | Бунино             | деревня | ↘25       | Солдатский сельсовет         |
| 23  | Быстрец            | деревня | ↘40       | Большеанненковский сельсовет |
| 24  | Бычки              | село    | ↘175      | Банинский сельсовет          |
| 25  | Бычки              | хутор   | ↘31       | Большеанненковский сельсовет |
| 26  | Верхние Халчи      | село    | ↘126      | Солдатский сельсовет         |
| 27  | Верхний Любаж      | село    | ↘1674     | Верхнелюбажский сельсовет    |
| 28  | Верхний Хотемль    | деревня | ↘67       | Верхнехотемльский сельсовет  |
| 29  | Веселая Плота      | хутор   | ↘11       | Большеанненковский сельсовет |
| 30  | Весёлый            | хутор   | ↘7        | Верхнехотемльский сельсовет  |
| 31  | Весёлый            | хутор   | ↘5        | Солдатский сельсовет         |
| 32  | Волна Революции    | хутор   | ↘10       | Большежировский сельсовет    |
| 33  | Волниковка         | деревня | ↘58       | Большеанненковский сельсовет |
| 34  | Воропаевка         | деревня | ↘8        | Глебовский сельсовет         |
| 35  | Гаево              | село    | ↘86       | Русановский сельсовет        |
| 36  | Глебовщина         | деревня | ↘18       | Глебовский сельсовет         |
| 37  | Головачи           | деревня | ↘20       | Большежировский сельсовет    |
| 38  | Головинка          | деревня | ↘18       | Большежировский сельсовет    |
| 39  | Голубовка          | деревня | ↘56       | Русановский сельсовет        |
| 40  | Горки              | село    | ↘75       | Банинский сельсовет          |
| 41  | Горки              | хутор   | ↘12       | Большежировский сельсовет    |
| 42  | Горки              | хутор   | ↘3        | Солдатский сельсовет         |
| 43  | Грачевка           | деревня | ↘42       | Глебовский сельсовет         |
| 44  | Гуровка            | деревня | ↘86       | Русановский сельсовет        |
| 45  | Дворики            | деревня | ↘57       | Верхнелюбажский сельсовет    |
| 46  | Дмитриевка         | деревня | ↘12       | Верхнехотемльский сельсовет  |
| 47  | Доброхотово        | деревня | ↘47       | Верхнехотемльский сельсовет  |
| 48  | Долгий             | хутор   | ↘8        | Большежировский сельсовет    |
| 49  | Евдокимовка        | деревня | ↘6        | Большежировский сельсовет    |
| 50  | Жердево            | деревня | ↘159      | Банинский сельсовет          |
| 51  | Завидный           | хутор   | ↘8        | Солдатский сельсовет         |
| 52  | Заречье            | хутор   | ↘35       | Русановский сельсовет        |
| 53  | Зыковка            | деревня | ↘142      | Глебовский сельсовет         |
| 54  | Ивановский         | хутор   | ↘24       | Большежировский сельсовет    |
| 55  | Игино              | село    | ↘119      | Верхнелюбажский сельсовет    |
| 56  | Кобелевский        | хутор   | ↘15       | Большежировский сельсовет    |
| 57  | Колычево           | деревня | ↘7        | Большежировский сельсовет    |
| 58  | Копаневка          | деревня | ↗136      | Миленинский сельсовет        |
| 59  | Кореневка          | хутор   | ↘32       | Большежировский сельсовет    |
| 60  | Косиловка          | посёлок | ↘34       | Солдатский сельсовет         |
| 61  | Косилово           | деревня | ↗36       | Верхнехотемльский сельсовет  |
| 62  | Костина            | хутор   | ↘10       | Большежировский сельсовет    |
| 63  | Костина            | деревня | ↘17       | Солдатский сельсовет         |
| 64  | Кофановка          | деревня | ↘31       | Солдатский сельсовет         |
| 65  | Кочеток            | хутор   | ↘22       | Большежировский сельсовет    |
| 66  | Кочеток            | хутор   | ↗12       | Большежировский сельсовет    |
| 67  | Красавчик          | хутор   | ↘28       | Верхнелюбажский сельсовет    |
| 68  | Красивый           | посёлок | ↘5        | Солдатский сельсовет         |
| 69  | Красный Камыш      | хутор   | ↘11       | Солдатский сельсовет         |
| 70  | Кретовка           | деревня | ↘20       | Большеанненковский сельсовет |
| 71  | Кромская           | деревня | ↘24       | Большежировский сельсовет    |
| 72  | Крюково            | деревня | ↘39       | Верхнехотемльский сельсовет  |
| 73  | Кукуевка           | деревня | ↗11       | Большежировский сельсовет    |
| 74  | Кукуевка           | хутор   | ↘105      | Большежировский сельсовет    |
| 75  | Куликовка          | деревня | ↘9        | Глебовский сельсовет         |
| 76  | Курашовка          | деревня | →0        | Русановский сельсовет        |
| 77  | Кутасовка          | деревня | ↗50       | Большежировский сельсовет    |
| 78  | Ларинские Выселки  | хутор   | ↘11       | Верхнехотемльский сельсовет  |
| 79  | Ленина             | хутор   | ↘17       | Большежировский сельсовет    |
| 80  | Ленина             | хутор   | ↘6        | Верхнехотемльский сельсовет  |
| 81  | Лесновка           | деревня | ↘11       | Верхнелюбажский сельсовет    |
| 82  | Литва              | хутор   | ↘7        | Большежировский сельсовет    |
| 83  | Локтионово         | деревня | ↘46       | Верхнелюбажский сельсовет    |
| 84  | Ломовка            | хутор   | ↘6        | Банинский сельсовет          |
| 85  | Лотаревка          | посёлок | ↗7        | Солдатский сельсовет         |
| 86  | Луневка            | деревня | ↘127      | Глебовский сельсовет         |
| 87  | Любимовка          | деревня | ↘41       | Солдатский сельсовет         |
| 88  | Майский            | хутор   | ↘60       | Большежировский сельсовет    |
| 89  | Макаровка          | деревня | ↗124      | Русановский сельсовет        |
| 90  | Макеевка           | деревня | ↘0        | Русановский сельсовет        |
| 91  | Малинов            | хутор   | ↘17       | Глебовский сельсовет         |
| 92  | Малиховский        | хутор   | ↘0        | Большежировский сельсовет    |
| 93  | Малое Анненково    | деревня | ↗137      | Большеанненковский сельсовет |
| 94  | Малое Жирово       | деревня | ↘32       | Большежировский сельсовет    |
| 95  | Мармыжи            | деревня | ↘24       | Большежировский сельсовет    |
| 96  | Мелешинка          | хутор   | ↘47       | Большежировский сельсовет    |
| 97  | Милаковка          | деревня | ↘57       | Верхнехотемльский сельсовет  |
| 98  | Миленино           | село    | ↘295      | Миленинский сельсовет        |
| 99  | Миновка            | деревня | ↘40       | Миленинский сельсовет        |
| 100 | Миролюбово         | деревня | ↘382      | Верхнехотемльский сельсовет  |
| 101 | Михайловка         | деревня | ↘74       | Большеанненковский сельсовет |
| 102 | Молотычи           | село    | ↘442      | Молотычевский сельсовет      |
| 103 | Морозов            | хутор   | ↘37       | Солдатский сельсовет         |
| 104 | Моховое            | деревня | ↘22       | Банинский сельсовет          |
| 105 | Музалевка          | село    | ↘46       | Банинский сельсовет          |
| 106 | Нагорный           | хутор   | ↘7        | Солдатский сельсовет         |
| 107 | Надежда            | хутор   | ↘1        | Солдатский сельсовет         |
| 108 | Нижние Халчи       | деревня | ↘186      | Солдатский сельсовет         |
| 109 | Нижний Любаж       | деревня | ↘112      | Верхнелюбажский сельсовет    |
| 110 | Нижний Реут        | село    | ↘136      | Русановский сельсовет        |
| 111 | Никитинка          | деревня | ↘34       | Большеанненковский сельсовет |
| 112 | Новая Головинка    | деревня | ↘18       | Верхнелюбажский сельсовет    |
| 113 | Новая Жизнь        | хутор   | ↘11       | Солдатский сельсовет         |
| 114 | Новое Сдобниково   | село    | ↘31       | Большежировский сельсовет    |
| 115 | Новосёлки          | деревня | ↘9        | Верхнелюбажский сельсовет    |
| 116 | Новые Дворы        | деревня | ↗141      | Русановский сельсовет        |
| 117 | Озерки             | деревня | ↘10       | Верхнехотемльский сельсовет  |
| 118 | Озеровка           | посёлок | ↘8        | Солдатский сельсовет         |
| 119 | Орлянка            | деревня | ↘25       | Большеанненковский сельсовет |
| 120 | Павловка           | хутор   | ↘3        | Солдатский сельсовет         |
| 121 | Петроселки         | деревня | ↘26       | Верхнелюбажский сельсовет    |
| 122 | Пещеры             | хутор   | ↘9        | Верхнехотемльский сельсовет  |
| 123 | Плота              | хутор   | ↗17       | Русановский сельсовет        |
| 124 | Плотавец           | деревня | ↘0        | Глебовский сельсовет         |
| 125 | Подымовка          | деревня | ↘13       | Солдатский сельсовет         |
| 126 | Поздняково         | деревня | ↘153      | Солдатский сельсовет         |
| 127 | Полевой Колодезь   | деревня | ↘33       | Большежировский сельсовет    |
| 128 | Полеховка          | деревня | ↘46       | Русановский сельсовет        |
| 129 | Понизовка          | хутор   | ↘14       | Глебовский сельсовет         |
| 130 | Поныри             | хутор   | ↘8        | Большежировский сельсовет    |
| 131 | Поповка            | хутор   | ↘0        | Глебовский сельсовет         |
| 132 | Портина            | деревня | ↘20       | Русановский сельсовет        |
| 133 | Прелестный         | хутор   | ↘8        | Солдатский сельсовет         |
| 134 | Пробуждение        | посёлок | ↗8        | Солдатский сельсовет         |
| 135 | Пролетаровка       | хутор   | ↘12       | Солдатский сельсовет         |
| 136 | Прошиваловка       | деревня | ↗153      | Миленинский сельсовет        |
| 137 | Путчино            | деревня | ↘93       | Русановский сельсовет        |
| 138 | Расшеевка          | деревня | ↘4        | Глебовский сельсовет         |
| 139 | Ребендер           | посёлок | ↘14       | Солдатский сельсовет         |
| 140 | Репринка           | деревня | ↘9        | Солдатский сельсовет         |
| 141 | Ржава              | деревня | ↘400      | Банинский сельсовет          |
| 142 | Рудка              | деревня | ↗28       | Солдатский сельсовет         |
| 143 | Русановка          | деревня | ↘382      | Русановский сельсовет        |
| 144 | Салеевка           | село    | ↘111      | Глебовский сельсовет         |
| 145 | Семёновский        | хутор   | ↘8        | Большежировский сельсовет    |
| 146 | Сергеевка          | деревня | ↘35       | Верхнелюбажский сельсовет    |
| 147 | Сетное             | деревня | ↘33       | Большежировский сельсовет    |
| 148 | Скрипеевка         | деревня | ↗26       | Большежировский сельсовет    |
| 149 | Солдатское         | село    | ↘225      | Солдатский сельсовет         |
| 150 | Соловьёвка         | хутор   | ↘3        | Солдатский сельсовет         |
| 151 | Сорокин            | хутор   | ↘58       | Банинский сельсовет          |
| 152 | Сотниково          | село    | ↘377      | Банинский сельсовет          |
| 153 | Средний Любаж      | деревня | ↘158      | Верхнелюбажский сельсовет    |
| 154 | Старая Головинка   | деревня | ↘46       | Верхнелюбажский сельсовет    |
| 155 | Старое Сдобниково  | посёлок | ↘20       | Большежировский сельсовет    |
| 156 | Суходол            | деревня | ↘37       | Солдатский сельсовет         |
| 157 | Сухочево           | село    | ↘113      | Русановский сельсовет        |
| 158 | Тихоновка          | деревня | ↗129      | Русановский сельсовет        |
| 159 | Томилин Колодезь   | деревня | ↘57       | Большежировский сельсовет    |
| 160 | Трифоновка         | деревня | ↘127      | Большеанненковский сельсовет |
| 161 | Трубицын           | хутор   | ↘4        | Большеанненковский сельсовет |
| 162 | Умские Дворы       | деревня | ↘50       | Верхнехотемльский сельсовет  |
| 163 | Ушаково            | деревня | ↘36       | Большежировский сельсовет    |
| 164 | Фатеж              | город   | ↘4592     | город Фатеж                  |
| 165 | Фёдоровка          | деревня | ↘13       | Верхнехотемльский сельсовет  |
| 166 | Фиеновка           | деревня | ↘26       | Глебовский сельсовет         |
| 167 | Хворостово         | деревня | ↘18       | Большежировский сельсовет    |
| 168 | Хлынино            | деревня | →45       | Большежировский сельсовет    |
| 169 | Хмелевое           | село    | ↘548      | Молотычевский сельсовет      |
| 170 | Хмельной           | хутор   | ↘8        | Большежировский сельсовет    |
| 171 | Хохловка           | хутор   | ↘0        | Солдатский сельсовет         |
| 172 | Чермошной          | посёлок | ↘286      | Банинский сельсовет          |
| 173 | Чернышевка         | деревня | →29       | Большежировский сельсовет    |
| 174 | Чернышевский       | хутор   | ↘8        | Верхнехотемльский сельсовет  |
| 175 | Черякино           | хутор   | ↗67       | Солдатский сельсовет         |
| 176 | Чибисовка          | хутор   | ↘22       | Большежировский сельсовет    |
| 177 | Чибисовка          | деревня | ↘54       | Русановский сельсовет        |
| 178 | Шалимовка          | деревня | ↘76       | Глебовский сельсовет         |
| 179 | Шаншинка           | деревня | ↘30       | Солдатский сельсовет         |
| 180 | Шахово             | село    | ↘18       | Солдатский сельсовет         |
| 181 | Шмарное            | деревня | ↘132      | Глебовский сельсовет         |
| 182 | Шмарное            | деревня | ↘15       | Миленинский сельсовет        |
| 183 | Шуклино            | деревня | ↘50       | Солдатский сельсовет         |
| 184 | Щекатихино         | хутор   | ↘5        | Банинский сельсовет          |
| 185 | Яковлевский        | хутор   | ↘13       | Верхнехотемльский сельсовет  |
| 186 | Ясенок             | деревня | ↘80       | Верхнелюбажский сельсовет    |
| 187 | 1-е Банино         | село    | ↘164      | Банинский сельсовет          |
| 188 | 1-е Гнездилово     | село    | ↘49       | Солдатский сельсовет         |
| 189 | 1-е Рождественское | село    | ↘34       | Верхнехотемльский сельсовет  |
| 190 | 1-я Чаплыгина      | деревня | ↘159      | Русановский сельсовет        |
| 191 | 2-е Банино         | село    | ↘78       | Банинский сельсовет          |
| 192 | 2-е Гнездилово     | село    | ↘13       | Солдатский сельсовет         |
| 193 | 2-е Рождественское | село    | ↘26       | Верхнехотемльский сельсовет  |

## Экономика
Фатежский пищевой комбинат.

## Транспорт
С севера на юг район пересекает автострада «Москва—Орёл—Курск—Харьков», а с востока на запад автодороги соединяющие Фатеж с городом Дмитриевом (через село Линец) и с посёлком Золотухино.

## Достопримечательности
В Фатеже — церковь иконы Божией Матери Тихвинской (1800 год), Мемориальный музей композитора Г. В. Свиридова, в селе Шатовка — церковь Рождества Христова (1763 год), в селе Большое Анненково — церковь Крещения Господня (1892 год), в селе Гнездилово — церковь Вселенского учителя Василия Великого (1903 год), церковь Михаила Архангела- село Глебово . С Игино --Михайловское водохранилище на реке Свапа.